# Salsacate
Salsacate is een plaats in het Argentijnse bestuurlijke gebied Pocho in de provincie Córdoba. De plaats telt 1.205 inwoners.